# Slag bij Beroia

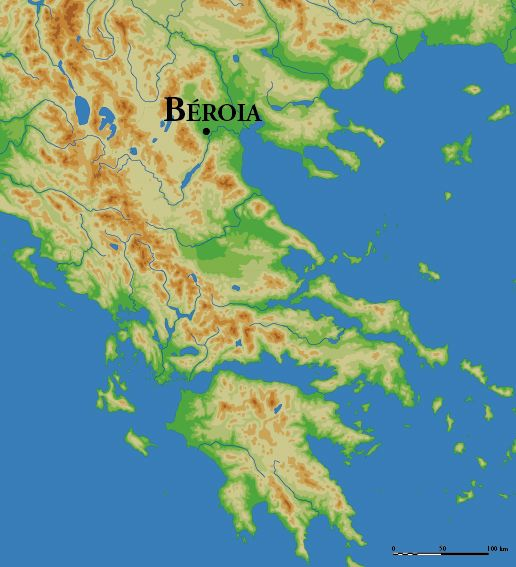
Locatie

De Slag bij Beroia vond plaats in 1122 nabij het huidige Stara Zagora, Bulgarije. Een Byzantijns leger onder leiding van keizer Johannes II  Komnenos, gesteund door een Varangiaanse garde stond tegenover een leger van Petsjenegen.

## Achtergrond
Na de Slag bij Levounion in 1091 waren de Petsjenegen, of wat er nog van overbleef, een volk op de dool. Na ook nog eens door grootvorst van Kiev Vladimir Monomach te zijn verdreven, waren ze op zoek naar vaste grond in de Balkan. Voor Johannes II betekende dit een potentieel gevaar en hij ging hen tegemoet.

## Slag
De Byzantijnse keizer gaf eerst de indruk te willen onderhandelen, maar de Petsjenegen hadden al vlug door dat ze werden bedrogen. Ze maakten een grote wagenburcht van waaruit zij de Byzantijnen bestookten met een pijlenregen. Keizer Johannes II werd zelf door een pijl in zijn been getroffen. Tegen de overmacht van het Byzantijnse leger konden de Petsjenegen niet op. Toen de strijd begon af te zwakken, stuurde Johannes zijn Varangiaanse Garde, zijn elitetroepen. De Varangiaanse Garde, gewapend met hun kenmerkende Deense bijlen, hakten zich een weg door de Petsjeneegse cirkel van wagons. De Byzantijnse overwinning was compleet en de Petsjeneegse overlevenden werden gevangengenomen en ingelijfd bij het Byzantijnse leger. 

## Resultaat
De Slag van Beroia betekende het einde van de  Petsjenegen als volk. De overgeblevenen die niet gevangen waren genomen, werden geassimileerd door naburige volkeren zoals de Bulgaren en Magyaren. De overwinning op de Petsjenegen en later op de Hongaren zorgde ervoor dat een groot deel van het Balkanschiereiland Byzantijns zou blijven, waardoor Johannes  zich kon concentreren op het uitbreiden van de Byzantijnse macht en invloed in Klein-Azië en het Heilige Land.